# 幻夢戰記蕾達
《幻夢戰記蕾達》是由湯山邦彥執導的OVA，1985年3月1日發行，1985年12月21日上映。故事描述女高中生朝霧陽子所創作的情歌成了連結兩個世界的關鍵，這首音樂將她帶到了異世界「亞山蒂亞」，該世界的統治者賽魯企圖奪取她創作的音樂，以此前往並領軍征服陽子所在的世界。為了阻止賽魯的野心，陽子與夥伴運用預言陽子到來的傳說戰士蕾達留下的道具，讓兩個世界恢復平衡。

## 劇情大綱
女高中生朝霧陽子創作了一首鋼琴奏鳴曲，想以此傾訴對某位青年的愛意，但當陽子用隨身聽聽這首歌、並與那位青年相遇時，陽子沒有勇氣告白而是與他擦身而過。之後陽子被傳送到奇幻世界「亞山蒂亞」，遇到會說話的狗林加，她得知了此世界與自己原本的世界的關聯，並發現自己可透過此音樂在兩個世界中穿梭。之後陽子的隨身聽被一群操控機器人的陌生人搶走，陽子變身成戰鬥力高強的劍士擊敗了他們。他們遇見名為尤尼的少女，尤尼向陽子說明了賽魯的邪惡陰謀，並帶陽子找到一艘可變形成飛船的巨大機器人，他們駕駛它前往賽魯的城堡並與他對決，賽魯捉住陽子並控制她的精神，利用她控制傳送裝置，之後陽子打破了束縛並救出同伴，殺死了賽魯並回到原本的世界。陽子再次遇見心儀的青年，這次她鼓起勇氣向他搭話。

## 配音
- 鶴弘美 - 朝霧陽子
- 池田秀一 - 賽魯
- 富山敬 - 林加
- 坂本千夏 - 尤尼
- 辻村真人（日语：辻村真人） - 側近
- 戶谷公次 - 士兵A
- 鹽屋浩三 - 士兵B
- 渡邊菜生子- 奧姆卡

## 製作
- 導演：湯山邦彥
- 腳本：武上純希（日语：武上純希）、湯山邦彥
- 原案：カナメプロダクション
- 角色設計：豬股睦美
- 美術監督：下川忠海
- 音樂：鷺巢詩郎
- 音效指導：松浦典良（日语：松浦典良）

## 發行
美國The Right Stuf International在1997年2月取得該動畫的英文版授權，1997年5月以VHS的形式發行英語配音版，OVA在2000年11月27日重新發行。

## 外部連結
- 幻夢戰記蕾達（動畫）在動畫新聞網百科全書中的資料（英文）
- 互联网电影数据库（IMDb）上《幻夢戰記蕾達》的资料（英文）